# Ableberto di Cambrai
Ableberto, noto anche come Emeberto, (... – Ham, prima metà del VII secolo) è stato vescovo di Cambrai e Arras, nella prima metà del VII secolo, venerato come santo dalla Chiesa cattolica.
Nei più antichi cataloghi episcopali di Cambrai, databili al IX secolo, il nome di Ableberto o Emeberto, compare al quinto o sesto posto dopo san Gastone (Vaast), ritenuto il fondatore della diocesi. Successivi cataloghi, dell'XI secolo, lo confondono con Ildeberto, 9º vescovo di Cambrai e Arras, fratello di santa Gudula.
Nulla si conosce della vita di questo santo, che fu certamente vescovo nella prima metà del VII secolo; il predecessore Bertoldo (Bertoaldus) è attestato nel concilio di Clichy del 627, mentre il successore Autberto (Audebertus) è storicamente documentato per la prima volta nel periodo 645/652. È in questo lasso di tempo che si deve collocare l'episcopato di Ableberto. All'epoca i vescovi riunivano assieme le diocesi di Cambrai e di Arras.
Ableberto era probabilmente originario del Brabante e secondo la tradizione vi morì, nella località di Ham, e fu sepolto nella chiesa di Sant'Aldegonda a Maubeuge.
L'odierno martirologio, riformato a norma dei decreti del Concilio Vaticano II, ricorda il santo vescovo alla data del 15 gennaio con queste parole: